# Ondřej Zdráhala
Ondřej Zdráhala (Hranice, 10 luglio 1983) è un ex pallamanista e dirigente sportivo ceco, presidente della Federazione di pallamano della Repubblica Ceca.
È stato capocannoniere al Campionato europeo maschile di pallamano 2018 tenutosi in Croazia con 56 reti.